# Gallizien
Gallizien (slovinsky  Galicija) je dvojjazyčná obec v rakouské spolkové zemi Korutany, východojihovýchodně od Klagenfurtu, v okresu Völkermarkt. V obci bydlí asi 1800 obyvatel (rok 2016).

## Geografie

### Poloha obce
Obec Gallizien se nachází v jižních Korutanech při přechodu z údolí Rosental do údolí Jauntal. Tato oblast se rozkládá mezi řekou Drávou a pohořím Obir (severní výběžek pohoří Karavanky) v nadmořské výšce mezi asi 390 m (břeh řeky Drávy severně od Möchlingu) a 2139 m (vrchol Hochobir). Obcí protéká řeka Vellach, která tvoří hranici mezi údolími Rosental a Jauntal.

### Části obce
Gallizien je tvořen šesti katastrálními územími Abtei (Obrije), Gallizien (Galicija), Enzelsdorf (Encelna vas), Glantschach (Klanče), Vellach (Bela) a Möchling (Mohliče).
Obec se skládá z následujících 20 částí (v závorce používané slovinské varianty) (počet obyvatel k říjnu 2015):
| - Abriach (Obrije), 68 - Abtei (Apače), 131 - Dolintschach (Dolinče), 22 - Drabunaschach (Drabunaže), 40 - Enzelsdorf (Encelna vas), 114 - Feld (Polje), 23 - Freibach (Borovnica), 41 - Gallizien (Galicija), 286 - Glantschach (Klanče), 164 - Goritschach (Goriče), 111 | - Krejanzach (Krejance), 76 - Linsendorf (Lečne), 7 - Möchling (Mohliče), 92 - Moos (Blato), 108 - Pirk (Brezje), 30 - Pölzling (Pecelj), 31 - Robesch (Robeže), 38 - Unterkrain (Podkrinj), 61 - Vellach (Bela), 135 - Wildenstein (Podkanja vas), 202 |

### Sousední obce
| Růžice kompasu | Ebenthal in Kärnten          |                     | Sankt Kanzian am Klopeiner See | Růžice kompasu |
| Růžice kompasu | Sankt Margareten im Rosental | Sever               | Sittersdorf                    | Růžice kompasu |
| Růžice kompasu | Sankt Margareten im Rosental | Gallizien           | Sittersdorf                    | Růžice kompasu |
| Růžice kompasu | Sankt Margareten im Rosental | Jih                 | Sittersdorf                    | Růžice kompasu |
| Růžice kompasu | Zell                         | Eisenkappel-Vellach |                                | Růžice kompasu |

## Obyvatelstvo
Podle statistiky z roku 2001 měl Gallizien celkem 1 825 obyvatel, z nichž 97,8 % byli občané Rakouska a 1,2 % občané Německa. Celkem 8,5 % obyvatel jsou korutanští Slovinci.
Celkem 92,2 % populace se hlásí k římským katolíkům, k evangelíkům 1,8  a bez vyznání je 4,2 %.
Příznačné je, že dvojjazyčná farnost Globasnitz patří k bilingvnímu děkanátu Eberndorf/Dobrla vas.
Globasnitz patří do oblasti slovinského dialektu údolí Jauntal (slovinsky Podjunsko narečje), což je dialekt korutanské slovinské jazykové skupiny.

## Kultura a pamětihodnosti
- farní kostel St. Jakuba Staršího v Gallizienu – farní kostel s madonou kolem 1425/30
- farní kostel Möchling, vysvěcen jménem Sv. Pavla; a fara
- vodopád Wildenstein o výšce 54 m (pod vrcholem Hochobir)
- zámek Möchling

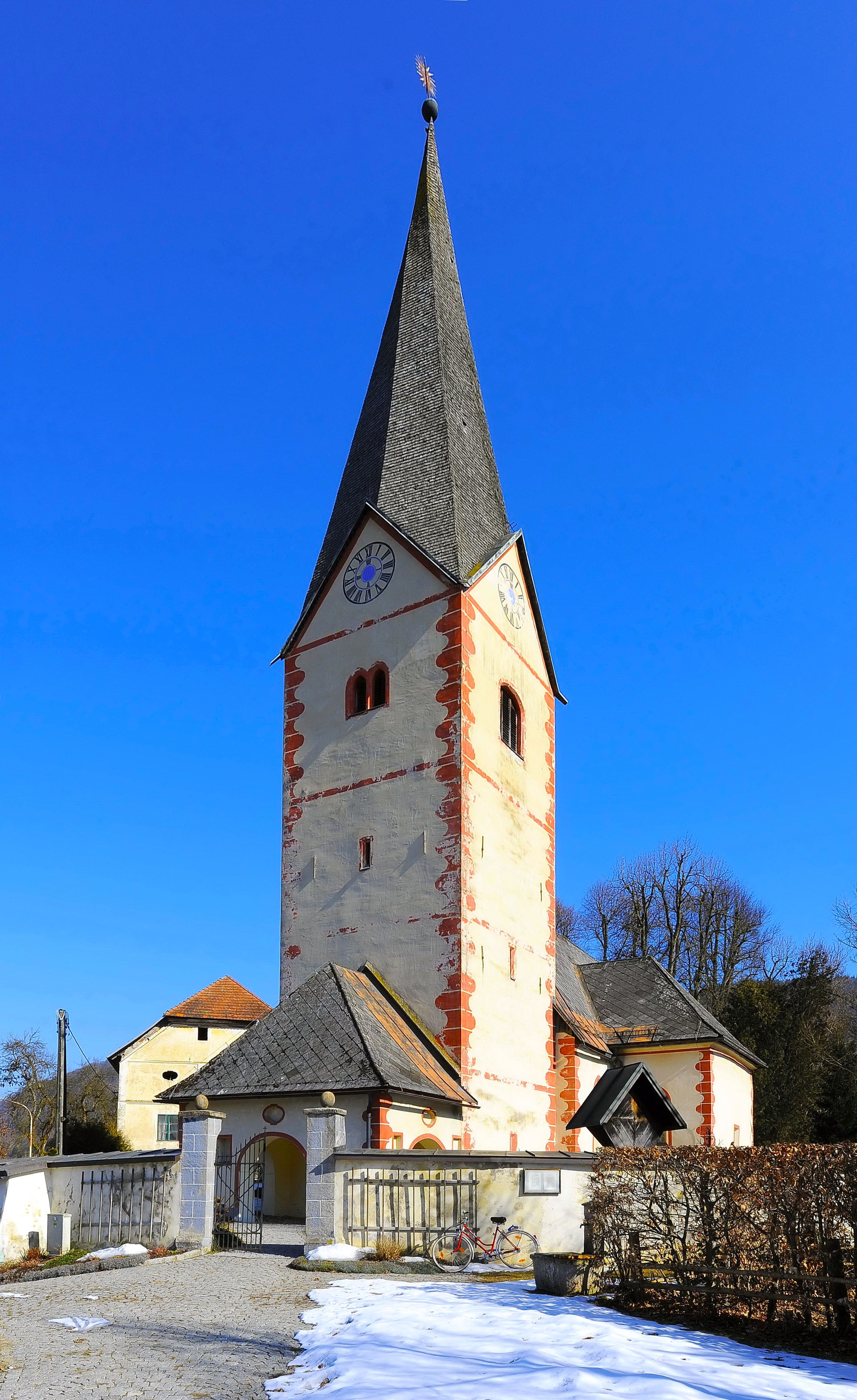
farní kostel St. Jakuba Staršího v Gallizienu
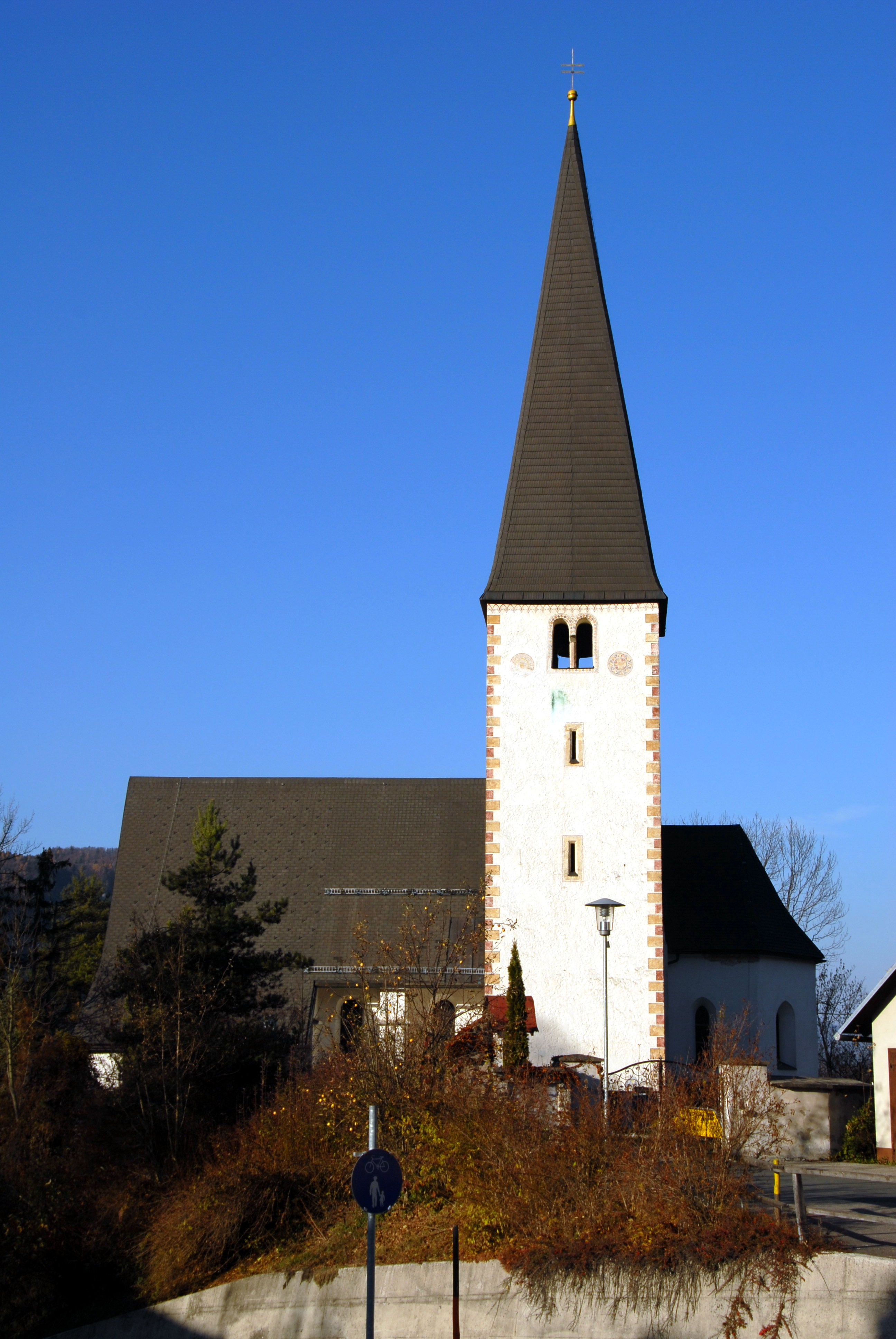
farní kostel Sv. Jakuba staršího v Gallizienu
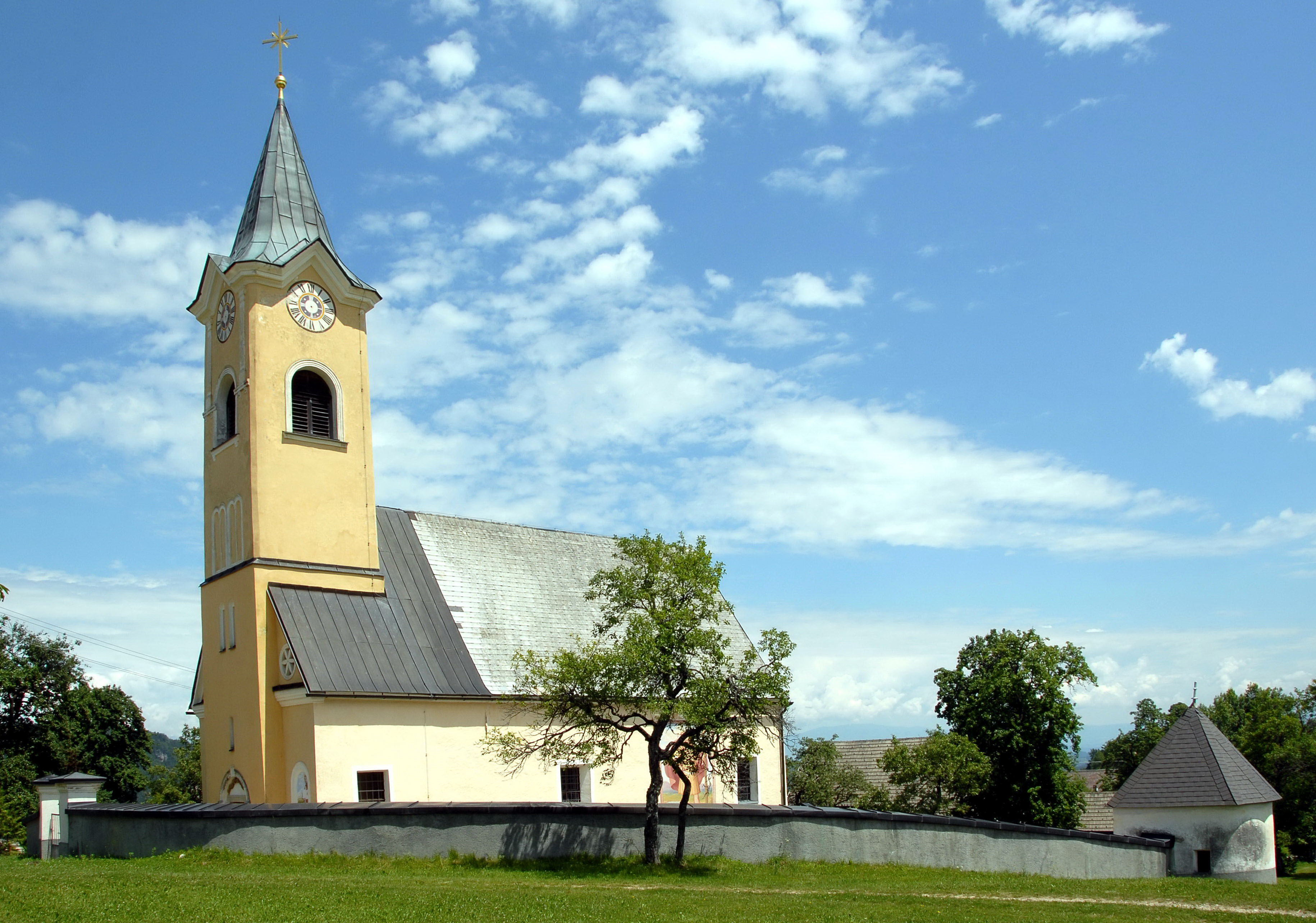
farní kostel v Abteiu
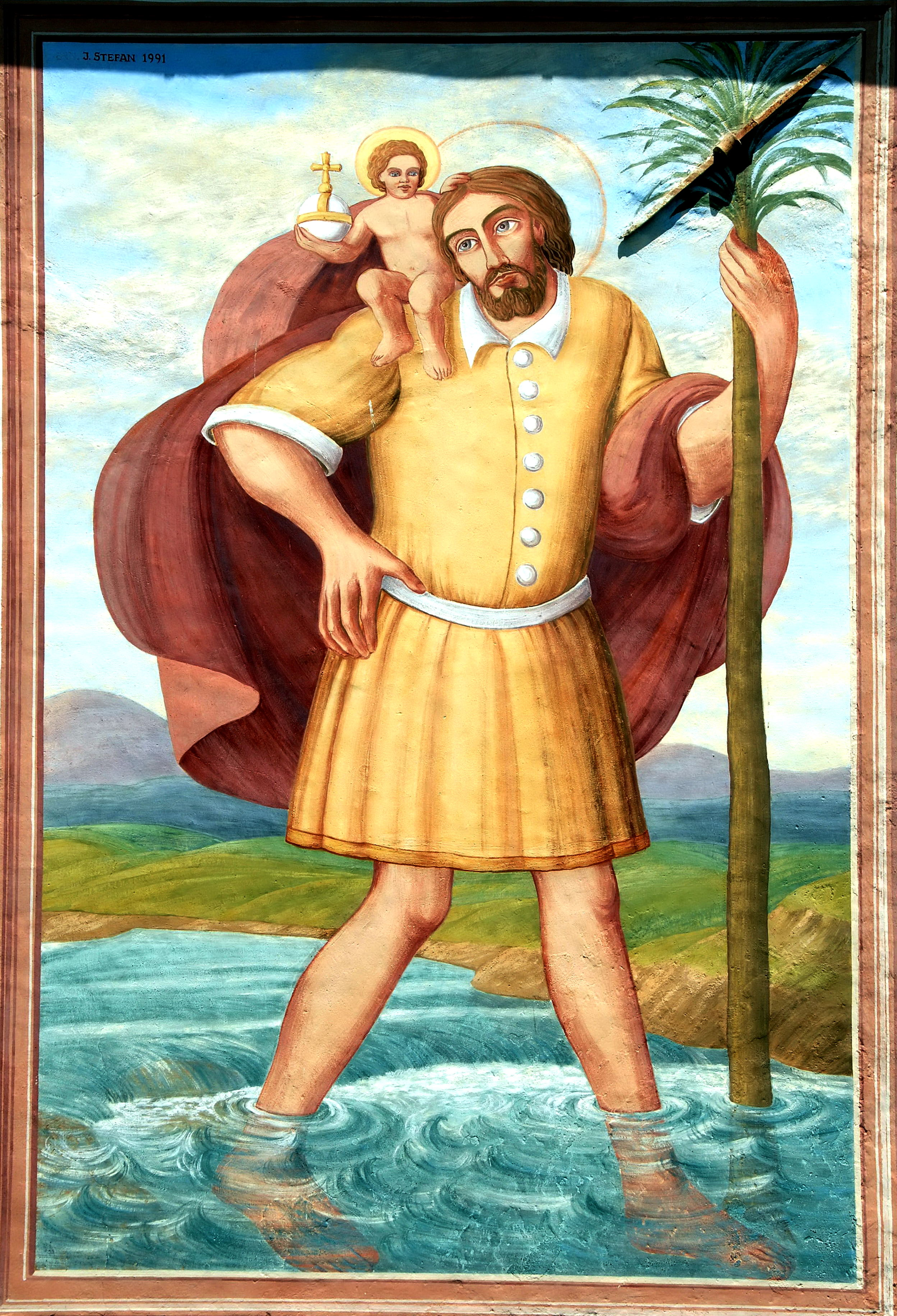
freska Ježíše na jižním portálu farního kostela v Abteiu

## Politika

### Obecní rada
Obecní rada má 15 členů a je strukturována po komunálních volbách v roce 2015 takto:
- Sociálnědemokratická strana Rakouska - 6
- Rakouská lidová strana - 6
- Svobodná strana Rakouska - 2
- Enotna Lista - 1

Starostou je Hannes Mak (Rakouská lidová strana).